# Misiek w Nowym Jorku
Misiek w Nowym Jorku (ang. Norm of the North) – amerykańsko-indyjsko-irlandzki animowany film familijny z 2016 roku.

## Treść
Chciwy przedsiębiorca planuje wybudować sieć centrów handlowych i osiedli mieszkaniowych w Arktyce. Stanowi to zagrożenie dla mieszkających tam zwierząt.  Misiek, jeden z niedźwiedzi polarnych, udaje się do Nowego Jorku – siedziby biznesmena – by zniechęcić ludzi do zasiedlania Arktyki. W  misji towarzyszy mu trójka  lemingów.

## Obsada (głosy)
- Rob Schneider: Misiek
- Heather Graham: Vera Brightly
- Maya Kay: Olympia Brightly
- Ken Jeong: Greene
- Colm Meaney
- Bill Nighy: Socrate
- Loretta Devine: Tamecia
- Gabriel Iglesias: Pablo / Stan
- Michael McElhatton: Laurence
- Zachary Gordon
- Janet Varney: Janet
- Jess Harnell: turysta
- Debi Derryberry
- Kate Higgins: Elizabeth
- Keith Ferguson: turysta
- Rove McManus